# Alphonse Mustel
Alphonse Laurent Mustel, né à Paris 11e le 14 juillet 1873 et mort à Cannes-Écluse le 8 octobre 1936,, est un compositeur, harmoniumiste, facteur d'harmoniums français.

## Biographie

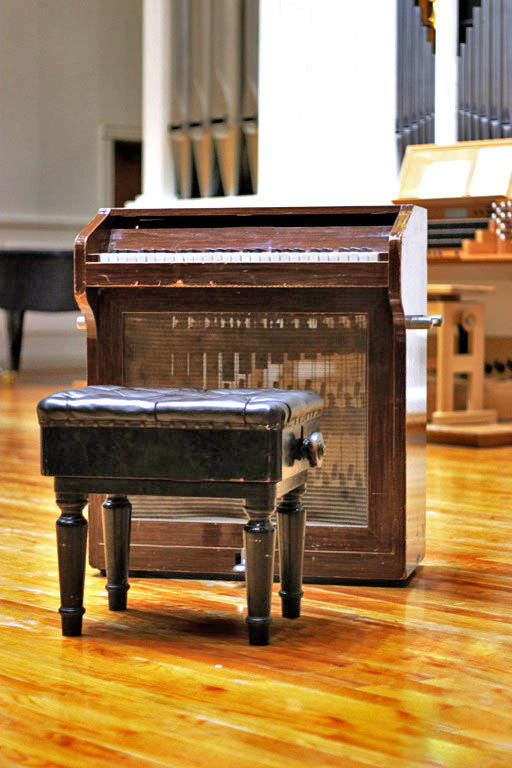
Le Célesta inventé par son père Auguste Victor Mustel et perfectionné par Alphonse.

Fils d'Auguste Victor Mustel (1842-1919), il est le petit-fils de Charles Victor Mustel (né au Havre le 13 juin 1815  et mort à Paris le 25 janvier 1890).
Alphonse Mustel fait son apprentissage de l'ébénisterie menuiserie avec un oncle. Il est inventeur et facteur d'harmoniums français qui, avec son fils Charles Henry (1840-1890) et son père Auguste Victor Mustel, perfectionna (mise au point de la double expression en 1854) et fabriqua l'harmonium ou orgue expressif inventé par Alexandre-François Debain en 1842. Alphonse Mustel fut aussi l'inventeur du typophone (1866) perfectionné par son père Auguste et connu sous le nom de célesta depuis 1886.
Alphonse Mustel fut élève de Clément Loret et Guilmant.
En 1903, il a publié un traité sur l'harmonium en 2 vol. : L'Orgue-expressif ou Harmonium. Le 1er tome porte sur la facture de l'instrument  (Art, Histoire, Anatomie) et le 2e comporte des compositions originales pour harmonium.
Il effectua des voyages d'études aux États-Unis en 1904 et 1919 et parcourut l'Europe comme virtuose de l'harmonium.

## Œuvres
- Trois Improvisations Symphoniques op. 8 pour harmonium-célesta (1893) : 1. Vêpres
- Prière en ré majeur pour harmonium op. 21 (1898)
- Scènes et Airs de ballet op. 24
- Au pays breton, mélodrame pour récitant, orgue-célesta et projection d'images.

## Sources
- Marc Honegger et al. Dictionnaire de la Musique - Les Hommes et leurs Œuvres, 2 t., Paris, Bordas, 1970.